# 口頭禪
口頭禪一词来源于佛教禅宗，本意指不去用心领悟，而把一些现成的经验挂在口头，装作有思想，自以為懂得禪的道理，被列在禅之歧途中的一种。

## 沿革
这个词演变至今，则意指一個人習慣在有意或無意間時常講的說話語句。口頭禪可算是一個人的其中一個標誌，亦影響其他人對他的形象與觀感。口頭禪可以是心理的一種反射，可反應出說口頭禪者的心理狀態。
不少電影或電視劇集，主角都會說一些獨特的口頭禪，這些口頭禪可能是演員為更鮮明地表達劇中角色的性格而創造。某些口頭禪會成為不少人模仿的對象，做成一種社會現象。
許多Vtuber有特殊的口頭禪，如兔田佩克拉的「Peko」、寶鐘瑪琳的「Ahoy」等。

## 外部連結
- 成功人士絕不會說的4種口頭禪，一定要戒掉！ （页面存档备份，存于） 經理人 陳書榕 [2015-12-29]
- 口頭禪 作文 （页面存档备份，存于）白雲飄飄網
- 專屬台灣的口頭禪Ｔｏｐ１０！看完默默中槍… TOP SALES業務講堂 [2017-07-02]
- 傷腦筋的口頭禪 （页面存档备份，存于）天下雜誌96期 [2012-06-28]